# Sebastian Schubert (Kanute)
Sebastian Schubert (* 17. Juli 1988 in Hamm) ist ein deutscher Slalom-Kanute. Er startet für den KR Hamm.

## Karriere
2013 war das bis jetzt erfolgreichste Jahr seiner Karriere. Neben dem lang erhofften Deutschen Meistertitel im K1 gewann er auch den Gesamtweltcup. 2014 konnte er sowohl den Deutschen Meistertitel als auch den Gesamtweltcup-Sieg verteidigen.
In der Saison 2017 errang Schubert bei den deutschen Meisterschaften in München erneut den Doppelsieg im Einzel und in der Mannschaft. Außerdem wurde er im Gesamtweltcup Zweiter. Im selben Jahr erreichte er bei den Kanuslalom-Weltmeisterschaften im französischen Pau den vierten Platz mit 0,24 Sekunden hinter der Bronzemedaille. Bei den Europameisterschaften in Slowenien wurde er ebenfalls Vierter mit 0,06 Sekunden Abstand zum dritten Platz.